# Jim French
Jim French (14 de julho de 1932 – 16 de junho de 2017) foi um fotógrafo americano que sob o pseudónimo Rip Colt  criou o Colt Studio para publicar as suas imagens homoeróticas em livros, revistas e calendários, apresentando o trabalho de French e definindo um novo padrão para o ideal de masculinidade em fotografia.
French começou a desenhar e a fotografar nus masculinos eróticos na década de 1960 e o seu primeiro livro, Man foi publicado em 1972. Outros livros do autor: Another Man, Jim French Men, Quorum, Opus Deorum, Masc., The Art of Jim French e The Art of the Male Nude.

## O período Luger
French estudou no Museu da Escola de Arte de Filadélfia de 1950 a 1954 e prestou serviço no Exército dos Estados Unidos a partir de 1955, tendo estado na reserva durante dois anos antes de ser admitido. Foi dispensado do serviço em 1957. French estabeleceu-se em Nova York e iniciou uma carreira de sucesso na ilustração de moda. Por sugestão de um camarada do exército que tinha visto alguns de seus primeiros desenhos homoeróticos, na sua maioria inéditos e assinados com o pseudónimo Arion, ele e French formaram uma parceria para iniciar uma empresa de vendas por correspondência a que deram o nome de "Luger". O nome foi escolhido pelas fortes sugestões de masculinidade associadas à pistola Luger alemã.[carece de fontes?]
Os desenhos de Arion eram esboços românticos da vida de Fire Island e outras cenas semelhantes (inspirados e fazendo referência às pinturas de dois dos seus artistas favoritos, George Petty e Alberto Vargas). Mas os desenhos que French começou a fazer para "Luger" eram consideravelmente diferentes e abordavam temas decididamente mais masculinos, como motociclistas, cowboys, lutadores e outras figuras muito masculinas familiares. Quando os seus desenhos fizeram capas e vários artigos da revista Mars, as vendas aumentaram drasticamente.
Devido às restrições legais de então, os primeiros trabalhos não continham nudez frontal, mas eram mesmo assim altamente eróticos, divertidos e sugestivos. French também começou a vender cópias das fotografias que fazia como base para os seus desenhos, e estas também venderam bem.

## O período do Estúdio Colt
Quando o sócio de French lhe comprou a sua parte da Luger, French estabelecu uma nova empresa, com um novo parceiro, Lou Thomas, a que chamaram COLT Studio (novamente, uma referência a uma arma de fogo embora pouco depois o nome ficasse associado a cavalos jovens). O Estúdio Colt começou a funcionar em 1967, após um ano de preparação dos primeiros desenhos e fotografias para a nova empresa. Mais uma vez, as imagens eram vendidas em conjuntos de cópias por correio e a empresa rapidamente se tornou um grande sucesso. Após 15 anos em Nova York, embora com muitas viagens para a Califórnia por causa do clima e da abundância de modelos, French decidiu mudar-se definitivamente para a costa Oeste.
Em 1974, French mudou-se para Hollywood Hills e comprou a participação do seu sócio, Lou Thomas, que lançou a sua própria empresa (Meta Studio), embora sem grande sucesso. A partir dos escritórios da COLT Studio no San Fernando Valley, French continuou a gerir a empresa de fotografia masculina mais bem sucedida desde Atlético Modelo Aliança de Bob Mizer. Ao longo de 36 anos, o COLT Studio produziu fotografias singularmente icónicas, eróticas e muito influentes, tornando French conhecido em todo o mundo.
French continuou a vender edições limitadas de exemplares dos seus arquivos fotográficos.